# دوتور پدرینیو
دوتور پدرینیو (به پرتغالی: Doutor Pedrinho) یک منطقهٔ مسکونی در برزیل است که در سانتا کاتارینا واقع شده‌است. دوتور پدرینیو ۴٬۱۱۵ نفر جمعیت دارد.